# بارك جيونغ سو
بارك جيونغ سو (12 أبريل 1994 بكوريا الجنوبية - ) هو لاعب كرة قدم كوري جنوبي في مركز الدفاع.

## روابط خارجية
- بارك جيونغ سو على موقع رابطة كرة القدم اليابانية للمحترفين (اليابانية)
- بارك جيونغ سو على موقع دوري كوريا الجنوبية (الإنجليزية)
- بارك جيونغ سو على موقع قاعدة بيانات كرة القدم.إي يو (الإنجليزية)
- بارك جيونغ سو على موقع Soccerway.com (الإنجليزية)